# Robert Burnham (cónego)
Robert Burnham (ou Bernham) (falecido em 10 de agosto de 1362) foi cónego de Windsor de 1351 a 1362.

## Carreira
Ele foi nomeado:
- Reitor de Middleton Cheney, Northamptonshire 1353

Ele foi nomeado para a sétima bancada na Capela de São Jorge, Castelo de Windsor em 1351 e ocupou a canonaria até 1362.